# Wings of Fame
Wings of Fame es una película holandesa, con guion inglés, englobada en el género de fantasía y comedia  (estrenada en el Reino Unido el 26 de abril de 1991). Fue dirigida por Otakar Votocek y protagonizada por Peter O'Toole, Colin Firth, Marie Trintignant, Andréa Ferréol y Robert Stephens. El guion fue escrito por el escritor holandés Herman Koch.

## Argumento
Después de que un escritor poco conocido asesinase a un famoso actor (Cesar Valentin) por hacer plagio de un libro suyo, aparecen en una isla donde se trasciende la vida terrenal. En esta peculiar isla donde los protagonistas se reencuentran, se ofrecerá una estancia con lujos y comodidades en función de la fama que cada uno va obteniendo en el mundo de los vivos. El escritor, Brian Smith, además de establecer un rápido romance con una joven cantante que parece no recordar su pasado (Bianca), irá conociendo a más celebridades e intentará descubrir si hay alguna manera de escapar de este lugar lleno de despotismo. 

## Reparto
- Peter O'Toole como Cesar Valentin
- Colin Firth como Brian Smith
- Marie Trintignant como Bianca
- Andréa Ferréol como Theresa
- Robert Stephens como Merrick
- Ellen Umlauf como Aristida
- Maria Becker como Dr. Frisch
- Walter Gotell como Recepcionista
- Gottfried John como Zlatogorski
- Michiel Romeyn como Baldesari
- Nicolas Chagrin como Delgado
- Ken Campbell como Camarero de Cabeza